# UZ řada 675

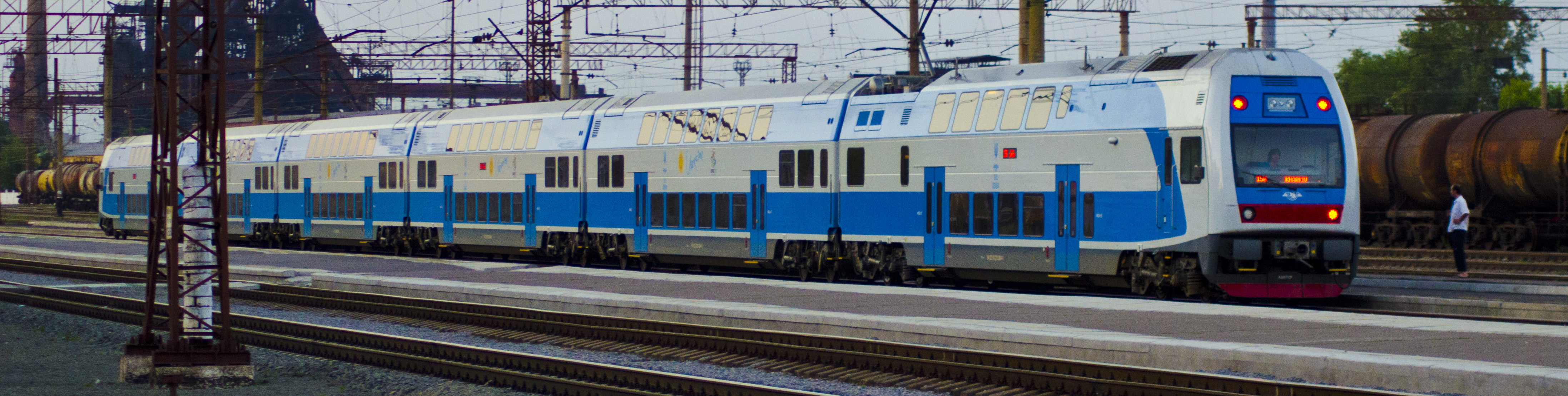
Elektrická jednotka řady 675 Ukrajinských železnic

Elektrická jednotka řady 675 (typové označení Škoda 8Ev) je  elektrická dvoupodlažní jednotka skládající se ze dvou elektrických vozů řady 225, dvou vložených vozů řady 226 a dvou vložených vozů řady 227 s vozovými skříněmi zhotovenými z hliníkových slitin. Výrobcem jednotek je Škoda Vagonka.
V lednu 2011 byla uzavřena smlouva s Ukrajinskými železnicemi na dodávku 2 šestivozových dvoupodlažních elektrických jednotek odvozených od řady 471 ČD v hodnotě necelé miliardy korun. Jednotky o rozchodu 1520 mm jsou schopny provozu pod stejnosměrným napětím 3 kV a střídavým napětím 25 kV 50 Hz. Jednotky se skládají ze dvou motorových a čtyř vložených vozů, jsou klimatizované, cestujícím nabídnou bistro a připojení na internet prostřednictvím wi-fi. Vlaky mají být v provozu během Mistrovství Evropy ve fotbale 2012. Obě dvě jednotky byly vyrobeny v roce 2011.